# Bengt Rosenhane
Bengt Scheringsson Rosenhane, född 20 juni 1639 i Norrköping, död 24 januari 1700 i Stockholm, var en svensk friherre och hovmarskalk. 

## Biografi
Bengt Rosenhane föddes 1639 i Norrköping. Han var son till riksrådet, rikskanslern och överståthållaren friherre Schering Rosenhane och Beata Sparre af Rossvik. Rosenhane blev i februari 1648 student vid Uppsala universitet och 1669 hovmarskalk. Han avled 1700 i Stockholm och begravdes 15 maj samma år. Rosenhane fördes därefter till familjegraven i Husby-Rekarne kyrka. Där man kan se hans begravningsvapen.

### Egendom
Han blev efter sin fars död friherre till Ikalaborg i Österbottens län och efter sin mor herre till Rossvik i Södermanland.

### Familj
Rosenhane gifte sig 18 juni 1691 på Stockholms slott med sin fränka, friherrinnan Ebba Maria Sparre (1663–1740), dotter till riksrådet och överståthållaren friherre Axel Sparre af Rossvik och grevinnan Beata Stenbock. Efter Rosenhanes död gifte Sparre om sig med generallöjtnanten greve Erik Stenbock.